# 庐山假毛蕨
庐山假毛蕨（学名：Pseudocyclosorus lushanensis），为金星蕨科假毛蕨属下的一个植物种。